# Vicky Stormont
Vicky Stormont (ur. 9 grudnia 1987) – nowozelandzka judoczka.
Startowała w Pucharze Świata w 2013. Trzecia na mistrzostwach Wspólnoty Narodów w 2004. Zdobyła trzy medale mistrzostw Oceanii w latach 2004 - 2014. Mistrzyni kraju w 2013 roku.